# Капалув
Капалув (пол. Kapałów) — село в Польщі, у гміні Радошиці Конецького повіту Свентокшиського воєводства.
Населення — 390 осіб (2011).
У 1975-1998 роках село належало до Келецького воєводства.

## Демографія
Демографічна структура на день 31 березня 2011 року:
|          | Загалом | Допрацездатний вік | Працездатний вік | Постпрацездатний вік |
| -------- | ------- | ------------------ | ---------------- | -------------------- |
| Чоловіки | 200     | 35                 | 144              | 21                   |
| Жінки    | 190     | 39                 | 106              | 45                   |
| Разом    | 390     | 74                 | 250              | 66                   |